# 1972년 동계 올림픽 조선민주주의인민공화국 선수단
1972년 동계 올림픽 조선민주주의인민공화국 선수단은 일본 삿포로에서 개최된 1972년 동계 올림픽에 참가한 올림픽 조선민주주의인민공화국 선수단이다.

## 스피드 스케이팅
- 최동욱
- 한필화
- 김보선
- 김명자
- 김옥선
- 택인석